# Canal de Corinto
El canal de Corinto es una vía de agua artificial que une el golfo de Corinto con el mar Egeo por el istmo de Corinto, abriendo esta vía al transporte marítimo y separando el Peloponeso del resto de Grecia. Mide 6,3 km de largo y se construyó entre 1881 y 1893. Fue construido por el ingeniero húngaro István Türr (1825-1908). Bajo los proyectos de Ferdinand de Lesseps, que recogían el antiguo trazado de Nerón, Türr dirigió las obras del canal de Corinto desde 1881. El canal fue inaugurado el 9 de noviembre de 1893.
El canal evita el rodeo de 400 km alrededor de la península del Peloponeso a los barcos pequeños, ya que solo tiene 21 m de ancho y 8 de profundidad. A pesar de estas limitaciones, cerca de 11000 barcos cruzan el canal cada año, en su mayoría pertenecientes a rutas turísticas.

## Historia

### Primeros intentos
Aunque el proyecto no se concretó hasta el siglo XIX, la idea venía concibiéndose desde al menos el siglo VII a. C., cuando el tirano Periandro de Corinto pensó en ejecutar una obra similar pero se vio obligado a cancelarla debido a las dificultades técnicas, insalvables para la época, construyendo en su lugar una rampa de piedra sobre el istmo de Corinto a la que se conoce como Diolkos, y cuyos restos pueden verse todavía hoy discurriendo de forma paralela al canal.
En los últimos años de la República romana, Julio César vio ventajas en la construcción del canal para su recién formada Colonia laus Iulia Corinthiensis. En el año 67 d. C., el emperador romano Nerón ordenó que el canal se excavara nuevamente, encomendando el trabajo a 6000 esclavos. Nerón murió un año después del comienzo de las obras y su sucesor Galba canceló el proyecto por considerarlo demasiado costoso.
El filósofo griego y senador romano Herodes Ático también consideró excavar un canal, pero no logró poner en marcha un proyecto al respecto. Los venecianos también consideraron en 1687, tras su conquista del Peloponeso pero tampoco iniciaron un proyecto.

### Construcción del canal moderno

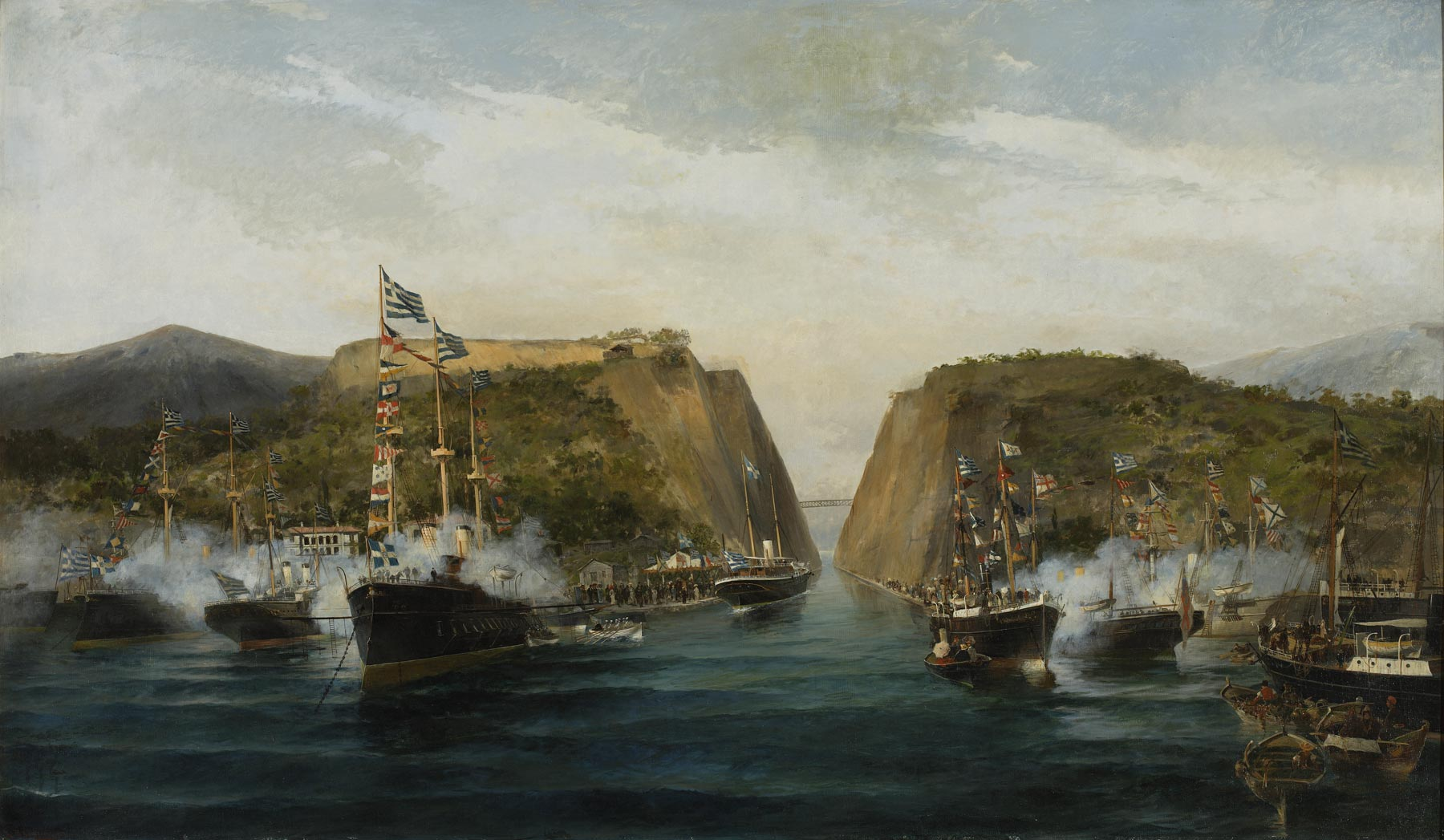
The Inauguration of the Corinth Canal (1893) por Konstantinos Volanakis.

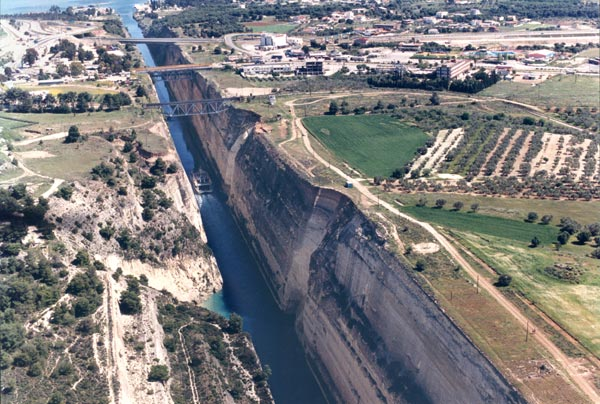
El canal visto desde el aire.

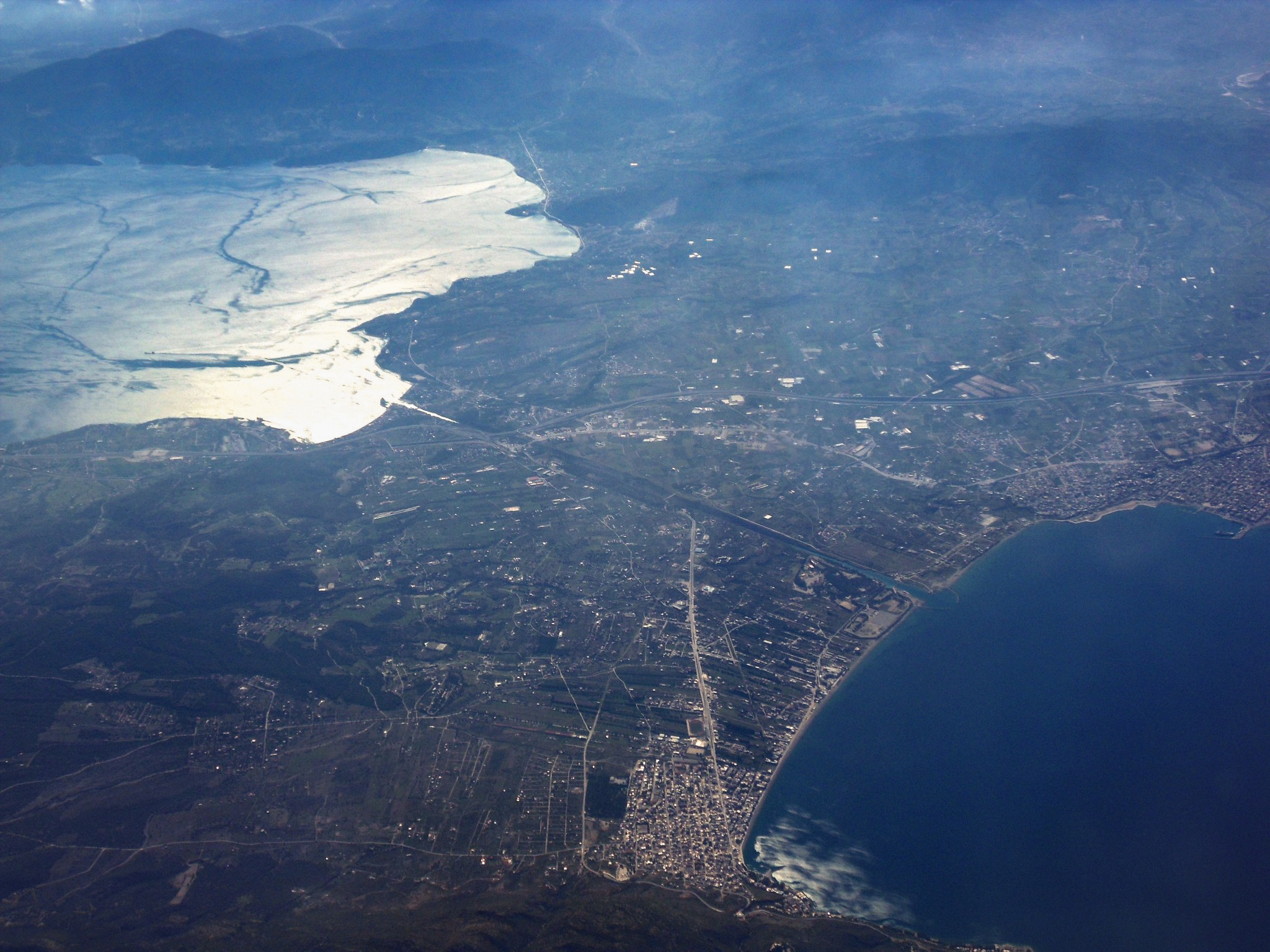
Fotografía aérea del canal en 2011.

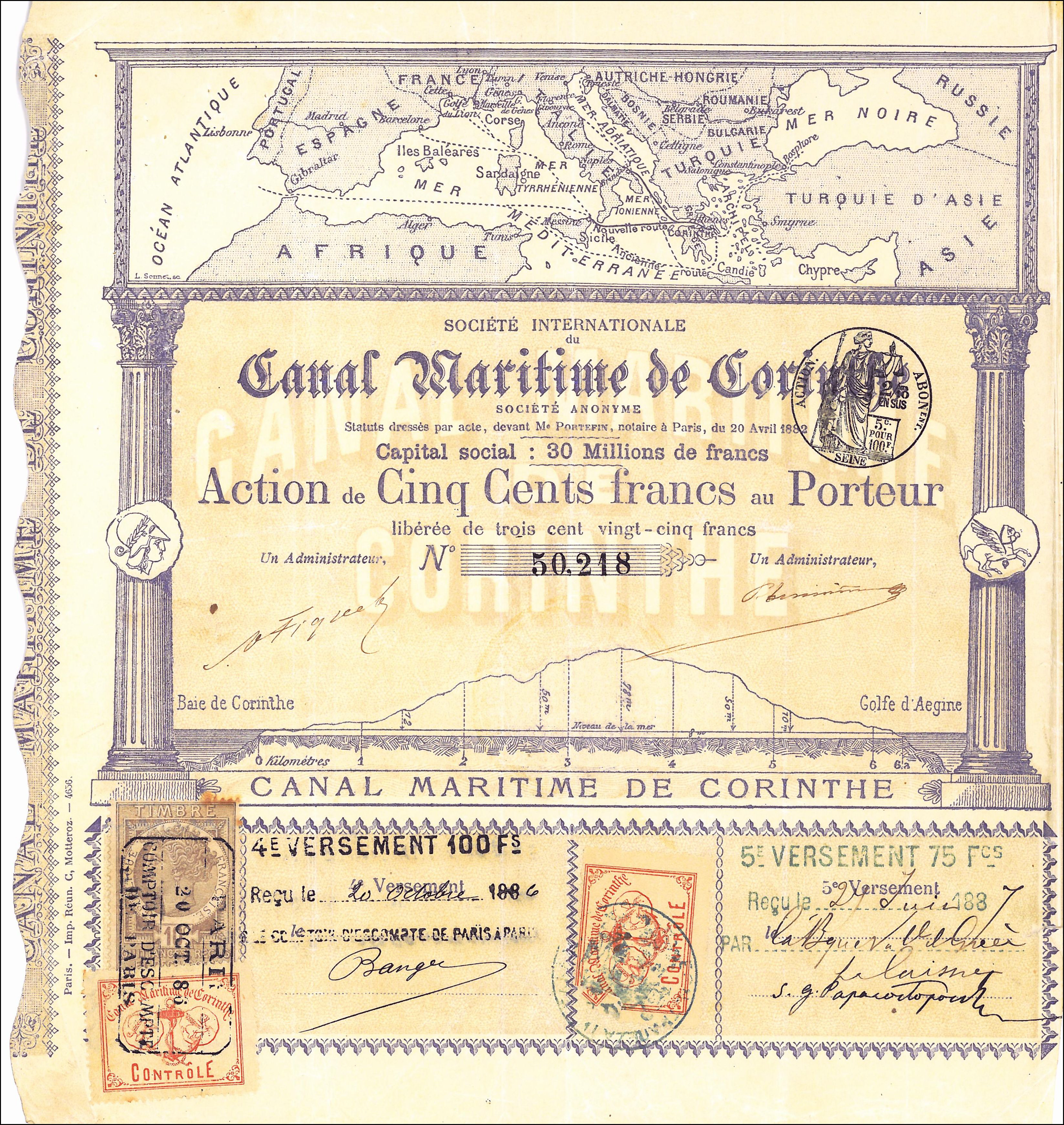
Título de participación de la sociedad Canal Maritime de Corinthe, emitida en 1882

La idea de un canal por Corinto revivió tras la independencia de Grecia del imperio Otomano en 1830. El estadista griego Ioannis Kapodistrias le pidió a un ingeniero francés evaluar la factibilidad del proyecto, pero tuvo que abandonarlo cuando el costo se estimó en unos 400 millones de francos de oro, demasiado caro para un país recién independizado. Los ímpetus franceses se debieron a la apertura del canal de Suez en 1869, y al año siguiente, el gobierno del primer ministro Thrasyvoulos Zaimis dictó una ley autorizando la construcción del canal de Corinto. Se puso a cargo a empresarios franceses, pero tras la bancarrota de la compañía francesa que excavó el canal de Panamá, los bancos de Francia se negaron a prestar dinero, y la compañía terminó también en bancarrota. Se otorgó una nueva concesión a la Société Internationale du Canal Maritime de Corinthe en 1881, la que fue comisionada para construir el canal y operarlo por los siguientes 99 años. La construcción se inauguró formalmente el 23 de abril de 1882, en presencia del rey Jorge I de Grecia.
El capital inicial de la compañía era de unos 30 millones de francos, pero después de ocho años de trabajo se quedó sin dinero y una oferta para emitir 60 mil bonos de 500 francos cada uno fracasó al venderse menos de la mitad. El jefe de la empresa, el húngaro István Türr, se declaró en quiebra, al igual que la propia empresa y un banco que había acordado recaudar fondos adicionales para el proyecto. La construcción se reanudó en 1890 cuando el proyecto se transfirió a una compañía griega,  fue finalmente completado el 25 de julio de 1893 tras once años de trabajo.
El canal experimentó dificultades financieras y operacionales después de su terminación. La estrechez del canal dificultaba la navegación; sus altas paredes de roca canalizan fuertes vientos a lo largo de su extensión, y los diferentes tiempos de las mareas en los dos golfos causan fuertes corrientes de marea en el canal. Por estas razones, muchos operadores de barcos no se molestaron en utilizar el canal, por lo que el tráfico anual estuvo muy por debajo de lo que se había previsto, unos 4 millones de toneladas netas, pero en 1906 el tráfico había alcanzado solo a medio millón de toneladas netas anuales. En 1913 el total había aumentado a cerca de 1,5 millones de toneladas netas, pero la interrupción causada por la Primera Guerra Mundial resultó en una disminución importante en el tráfico.
Otro problema persistente se debió a la naturaleza de falla altamente presente en la roca sedimentaria, en una zona sísmica activa por la cual pasa el canal. Los grandes muros de caliza del canal habían sido persistentemente inestables desde el comienzo. Aunque fue inaugurado formalmente en julio de 1893, no se abrió a la navegación hasta el mes de noviembre siguiente, debido a deslizamientos de tierra. Pronto se descubrió que la estela de los barcos que pasaban por el canal iba socavando las paredes, provocando nuevos deslizamientos. Esto requirió más gastos en la construcción de muros de contención a lo largo del borde del agua para algo más de la mitad de la longitud del canal, utilizando unos 165 mil metros cúbicos de mampostería. Entre 1893 y 1940, el canal se cerró por un total de cuatro años para realizar mantenimiento y estabilizar las paredes. Solamente en 1923, 41 mil metros cúbicos de material cayeron en el canal, que tomó dos años para despejar.
Durante la Segunda Guerra Mundial, se causaron serios daños en el canal, al ser escenario de batalla debido a su importancia estratégica. El 26 de abril de 1941, durante la batalla de Grecia entre las defensoras tropas británicas y las fuerzas invasoras de la Alemania Nazi, tropas de paracaidistas y planeadores alemanes intentaron capturar el puente principal sobre el canal. El puente fue defendido por los británicos, que habían colocado explosivos para demolerlo. Los alemanes fueron capaces de sorprender a los defensores con un asalto con planeadores en la madrugada del 26 de abril y capturaron el puente, pero los británicos hicieron detonar la carga y destruyeron la estructura. Otros autores sostienen que los primeros alemanes en llegar al puente pudieron cortar los cables de detonación, y que fue un obús lanzado por la artillería británica lo que provocó la destrucción del puente.
Tres años más tarde, cuando las fuerzas alemanas se retiraron de Grecia, el canal quedó inoperativo por las operaciones alemanas de tierra quemada. Las fuerzas alemanas usaron explosivos para bloquear el canal, destruyeron los puentes y arrojaron locomotoras, trozos de puentes y otras infraestructuras al canal para dificultar el trabajo de reparación. El Cuerpo de Ingenieros del Ejército de los Estados Unidos comenzó a trabajar en el despeje del canal en noviembre de 1947 y logró reabrirlo para tráfico de poca profundidad hacia el 7 de julio de 1948, y para todo tipo de tráfico en septiembre del mismo año.

### Cierre del canal y reapertura
En enero del 2021, fue cerrado a causa de un deslizamiento de tierra, por lo que el Gobierno de Grecia inició trabajos de limpieza para evitar accidentes.
A principios del mes de julio del 2022 fue reabierto temporalmente para permitir, por unos tres meses, el transporte turístico, pero sin haberse concluido los trabajos de limpieza. El gobierno programó que en el mes de octubre del 2022 volvería a ser cerrado temporalmente para terminar los trabajos.

## Diseño

Ubicación del istmo de Corinto. El canal se muestra en color celeste.

El canal de Corinto consiste de un único canal de 8 m de profundidad, excavado al nivel del mar (por lo que no requiere de esclusas), midiendo 6343 m de largo y 24,6 m de ancho en su parte más alta y 21,3 m de ancho en su parte más baja. Los muros rocosos, que se elevan 90 m sobre el nivel del mar, están en un ángulo semivertical de 80°. El canal es cruzado por una vía férrea, un camino y una autopista a una altura de cerca de 45 m. En 1988, se instalaron puentes sumergibles al nivel del mar en cada extremo del canal, en el puerto oriental de Istmia y el occidental de Poseidonia.
Aunque el canal ahorra cerca de 700 kilómetros (435 mi) de viaje alrededor del Peloponeso, es muy angosto para los buques de carga modernos, pues solo permite el paso de naves de un ancho máximo de 17,6 m y de un calado de 7,3 m. Los buques solo pueden pasar por el canal de un convoy a la vez, en un sistema de un solo sentido. Las embarcaciones más grandes deben ser remolcadas. El canal es hoy en día sobre todo utilizado por embarcaciones de turismo: alrededor de 11 000 buques turísticos al año lo atraviesan.